# Rada Legislacyjna Palestyny
Rada Legislacyjna Palestyny – parlament Państwa Palestyna. Do głównych zadań należy: zatwierdzanie budżetu państwa i kandydata na premiera oraz uchwalanie prawa. Pracami Rady kieruje przewodniczący. 

## Historia
Powstała w 1996 roku po wyborach w styczniu 1996. Pierwszym przewodniczącym został Ahmad Kuraj z partii Al-Fatah. Gdy Kuraj został premierem Autonomii, nowym przewodniczącym został inny polityk Al-Fatahu Rauhi Fattuh i pełnił tę funkcję do wyborów w styczniu 2006.
Po zwycięstwie wyborczym Hamasu następcą Rauhiego Fattuha w lutym 2006 został polityk z partii Hamas Aziz ad-Duwajk. W czerwcu 2007 prezydent Mahmud Abbas rozwiązał Radę i zapowiedział nowe wybory, co przyczyniło się do walk w Autonomii.